# Helverskov
 Denne artikel bør gennemlæses af en person med fagkendskab for at sikre den faglige korrekthed.

Helverskov (eller Helverschou, i nogle kilder optræder mellemnavnet Helmerskov) er en dansk adelsslægt tilhørende brevadelen, samt en af de tilbageværende slægtskaber fra den gamle kongeslægt. Slægten kan spores helt tilbage til Halfdan Snialla (Konge af Skåne og far til Regnar Lodbrog). Slægten berører Gorm Den Gamle, Valdemar Den Store og Valdemar Sejr.
Slægten strækker sig helt fra Halfdan Snialla til den senere adlede Godsejer Christian Hermann Helverskov og Godsejeren Albrecht Itzen, og er derfor en adelsslægt samt kongeslægt.
24. maj 1688 blev landsdommer Christian Herman Henrichsen (1655-1733) og hans søster, Anna Margrethe Henrichsen (31. januar 1651 – 1713, 1. gang gift med Peder Hansen Hovenbeck, 2. gang gift med landsdommer Peder Luxdorph) adlet, hvorved de antog deres moders navn. De var børn af rådmand i København Henrik Jakobsen (1625-1668) og Helene Helverskov (1634-1666), som var datter af slotsforvalter, kgl. officiant og kancellist Christen Pedersen, som kom fra Helberskov ved Mariager Fjord.